# Papilio acheron
Espèce
Statut de conservation UICN

LC : Préoccupation mineure
Papilio acheron ou Mormon de l'Achéron est une espèce de lépidoptères (papillons) de la famille des Papilionidae. L'espèce est endémique de l'île de Bornéo. 

## Description
L'adulte mesure entre 10 et 12 cm d'envergure. À l'avers les ailes antérieures et postérieures sont noires et parsemées d'écailles bleuâtres dans la partie marginale, les ailes postérieures présentent en outre des reflets bleu foncé. Au revers les ailes antérieures sont noires et sont  parsemées d'écailles plus claires dans la partie marginales, les ailes postérieures portent une macule rouge à la base, trois lunules bleu irisées dans la partie marginale et une macule jaune marquée de trois points noirs dans l'angle anal. Chez la femelle les ailes sont souvent plus claires que chez le mâle.   
Le corps est noir chez les deux sexes, avec des macules blanches sur la tête, le ventre et les flancs.  
L'espèce ressemble beaucoup à Atrophaneura nox qu'elle semble imiter.  

## Écologie
L'écologie de cette espèce est mal connue, la plante-hôte et les juvéniles n'ont pas été identifiés. La femelle pond probablement ses œufs isolément sur des plantes de la famille des Rutacées. Les chenilles consomment les feuilles de la plante-hôte et passent par cinq stades. Comme tous les Papilionides elles portent probablement derrière la tête un osmeterium fourchu qu'elles déploient quand elles se sentent menacée et qui dégage une odeur malodorante. 
Les chenilles se changent en chrysalide sur une branche. La chrysalide est maintenue à la verticale par une ceinture de soie. 
Les mâle ont souvent été observés en train de patrouiller le long des rivières et s'arrêtent régulièrement pour boire. Les femelles sont plus rarement observées. 

## Habitat et répartition
Papilio acheron vit dans les forêts tropicales humides de montagne. L'espèce est endémique de Bornéo et a été recensée dans les montagnes de Brunei, Sarawak et Sabah et sur le mont Kinabalu à plus de 1 000 m d'altitude.

## Systématique
L'espèce Papilio acheron a été décrite pour la première fois en 1887 par Henley Grose-Smith dans The Annals and Magazine of Natural History, à partir d'un spécimen trouvé au mont Kinabalu (Bornéo). Elle porte le nom de l'Acheron, fleuve des enfers dans la mythologie grecque.

## Papilio acheronet l'Homme

### Menaces et conservation
L'espèce est considérée comme non menacée par l'UICN. En 1985 elle était considérée comme rare mais non menacée. L'état actuel de la population n'est pas connue.  